# Masožravá rostlina

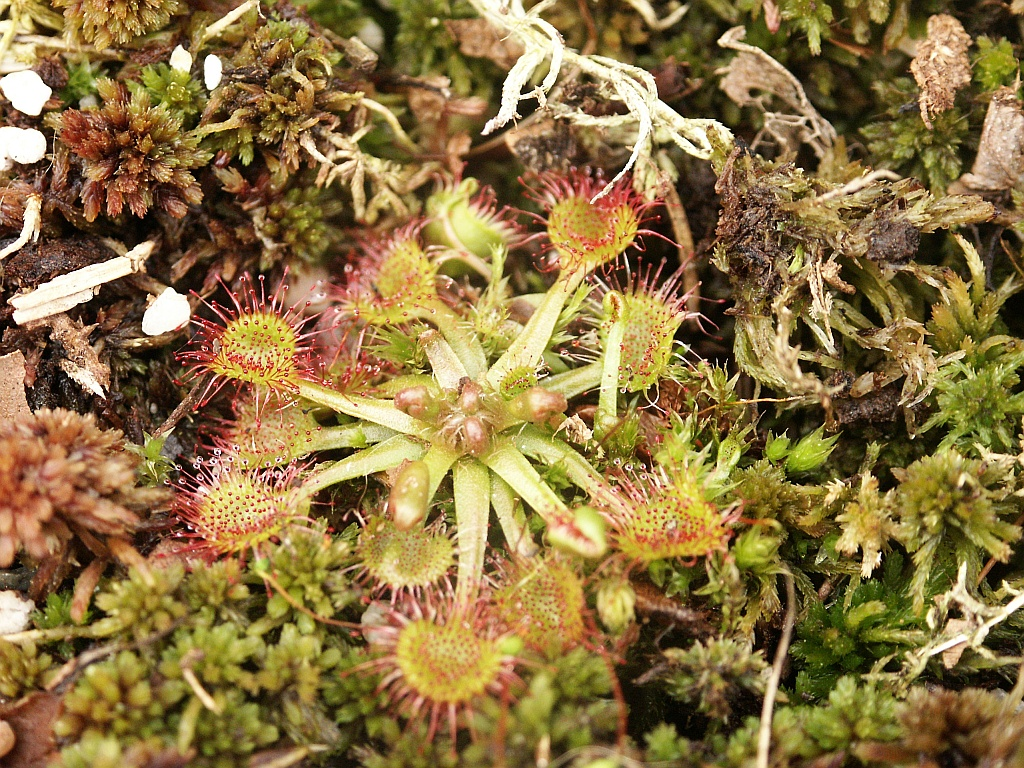
Rosnatka okrouhlolistá

Masožravé rostliny (někdy se jim říká hmyzožravé rostliny) jsou rostliny, které získávají více či méně živin (ale ne energii) tím, že chytají drobné živočichy – prvoky, roztoče, korýše a zvláště pak hmyz a jeho larvy. Masožravé rostliny obvykle rostou na místech, kde je půda velmi chudá na živiny. Vyskytují se tedy například v kyselých bažinách, v chudých písčitých a kamenitých oblastech, na stolových horách apod. Často se uvádí, že si masožravé rostliny vyvinuly tento neobvyklý způsob výživy kvůli nedostatku dusíku v těchto půdách, ale hlavním limitujícím činitelem jsou spíše některé těžké kovy nutné ke správné funkci enzymů. Masožravá rostlina musí dokázat nalákat a polapit potenciální kořist a využít látky, které z ní získá. Způsobů, jak toho rostliny docilují, je celá řada. Zajímavé je, že se podobné mechanismy v přírodě vyvinuly vícekrát nezávisle na sobě.
Charles Darwin v roce 1875 napsal první velké pojednání o masožravých rostlinách. Na jeho počest po něm byla pojmenována česká společnost pěstitelů masožravých rostlin – Darwiniana.
Masožravé rostliny rostou v nejrůznějších podnebných pásech. V České republice roste řada druhů, nejčastěji v horských oblastech, na Třeboňsku a Dokesku.

## Rody, jejichž zástupci patří mezi masožravé rostliny
- broméliovité
  - Catopsis – pouze Catopsis berteroniana
  - Brocchinia – pouze Brocchinia reducta
- bublinatkovité
  - bublinatka (Utricularia)
  - genliseje (Genlisea)
  - tučnice (Pinguicula)
- Byblidaceae
  - byblidy (Byblis)
- Dioncophyllaceae
  - Triphyophyllum
- Eriocaulaceae
  - Paepalanthus
- láčkovicovité
  - láčkovice (Cephalotus)
- láčkovité
  - láčkovka (Nepenthes)
- Martyniaceae
  - Ibicella – jediným zástupcem tohoto rodu je Ibicella lutea, která je tzv. nepravá masožravá rostlina
  - Proboscidea – zástupci tohoto rodu nepatří mezi masožravé rostliny, pouze Proboscidea louisianica je tzv. nepravou masožravou rostlinou
- Roridulaceae
  - chejlavy (Roridula)
- rosnatkovité
  - aldrovandka (Aldrovanda)
  - mucholapka (Dionaea)
  - rosnatka (Drosera)
  - rosnolist (Drosophyllum)
- špirlicovité
  - darlingtonie (Darlingtonia)
  - heliamfora (Heliamphora)
  - špirlice (Sarracenia)